# سفارة فنزويلا في المملكة المتحدة
سفارة فنزويلا في المملكة المتحدة هي أرفع تمثيل دبلوماسي لدولة فنزويلا لدى المملكة المتحدة. تقع السفارة في لندن وهي تهدف لتعزيز المصالح الفنزويلية في المملكة المتحدة.

## وصلات خارجية
- قائمة سفارات فنزويلا
- قائمة السفارات في المملكة المتحدة